# Amt Krakow am See
La comunità amministrativa di Krakow am See (Amt Krakow am See) si trova nel circondario di Güstrow nel Meclemburgo-Pomerania Anteriore, in Germania.

## Suddivisione
Comprende 5 comuni (abitanti il 31 dicembre 2022):
1. Dobbin-Linstow (509)
2. Hoppenrade (643)
3. Krakow am See, città (3 442)
4. Kuchelmiß (652)
5. Lalendorf (3 542)

Il capoluogo è Krakow am See.